# Сан-Висенте-де-Каньете
Сан-Висенте-де-Каньете (исп. San Vicente de Cañete) — город в Перу, столица района Каньете провинции Каньете департамента Лима. Находится в 144 км к югу от Лимы. Население по данным 2006 года 160,598 человек.

## История
Город Каньете находится на месте индейского поселения Гуарко которое принадлежало Кучи Манко который около 4 лёт сдерживал осаду инков.
В 1556 году на месте индейского поселения по приказу испанского короля Карла V вице-королём Перу Андресом Уртадо де Мендосой, 2 маркизом де Каньете был основан город под названием Каньете.
В колониальные времена в район города было завезено много чернокожих рабов, после отмены рабства в 1854 году работники на плантациях были частично заменены на китайцев. В городском районе Сан-Луис сохранился построенный китайцами дом, который сейчас называется Каса-де-Колония-Чин. В Каньете также находится уникальный для Перу японский храм.

## Туризм
Каньете является популярным местом для туризма среди перуанцев и иностранцев. В городе находится деревянная резная статуя Мадонны, каждый год на Пасху проводится крестный ход со статуей и изображением Страстей Христовых.
Вблизи города находятся старинные, интересные для туристов постройки, например бывшая фазенда Гомес, которая теперь называется Кастильо Унануе, здание было построено Хосе Унануе в 1843 году, сыном национального героя Перу Ипполито Унануе. Также поблизости находится Каса Гасиенда Монталвана где почти до самой своей смерти жил национальный герой Чили Бернардо О’Хиггинс. Гасиенда Хуалькара является малой родиной знаменитого на весь мир перуанского футболиста Теодо́ро «Ло́ло» Ферна́ндес Мейса́на.
Каньете известно также как место производства хорошего качества популярных в Перу вина, писко и чачины.
В последнею неделю августа в Каньете проводится популярный фестиваль Чёрного искусства. В районе Каньете до сих пор проживает большое количество потомков чёрных рабов привезённых из Африки, их богатый фольклор, поговорки, танцы, музыкальные инструменты являются значимым дополнением перуанской культуры.